# Amper Einkaufs Zentrum
Die AEZ Amper Einkaufs Zentrum GmbH ist ein deutsches Unternehmen des Lebensmitteleinzelhandels mit Sitz in Fürstenfeldbruck. Das Familienunternehmen betreibt neun Einkäufsmärkte in der Region München.

## Unternehmen
Amper Einkaufs Zentrum wurde 1934 von Franz-Xaver Klotz gegründet und befindet sich heute noch im Familienbesitz. Geschäftsführer sind derzeit Klaus Klotz, Udo Klotz, Moritz Klotz und Jill Klotz. Das Unternehmen betreibt neun Einkaufsmärkte, drei im Landkreis Fürstenfeldbruck, zwei in Puchheim und je einen in Dachau, Martinsried, Pullach sowie in Germering. Mit einem geschätzten Umsatz von rund 100 Millionen Euro zählt AEZ zu den hundert größten Einzelhändlern in Deutschland. AEZ arbeitet bei Obst und Gemüse, Fleisch, Milcherzeugnisse und Backwaren mit regionalen Erzeugern zusammen. Das Unternehmen engagiert sich regional und spendet etwa 40.000 Euro jährlich für soziale Zwecke.

## Kooperation Dohle Handelsgruppe
Das Unternehmen AEZ kooperiert seit 2011 mit der Bonner Dohle Handelsgruppe. Dohle kooperiert in den Bereichen Einkauf, Finanzierung und Logistik wiederum mit dem Lebensmittel-Händler REWE, deshalb führt AEZ auch die REWE-Eigenmarken im Sortiment. Es handelt sich dabei nicht um die erste Kooperation, ein früherer Kooperationspartner war Edeka. Ein weiterer Handelspartner ist seit 2009 die Bio-Marke Alnatura, die fast ihr komplettes Sortiment über AEZ anbietet.

## Aktion gegen Lebensmittelverschwendung
Um die Lebensmittelabfälle aus AEZ-Märkten zu reduzieren, wurde 2017 im AEZ-Markt am Kurt-Huber-Ring damit begonnen die Lebensmittel am letzten Tag des Mindesthaltbarkeitsdatums gratis abzugeben. Mit Stand Oktober 2018 bieten gemäß der Firmen-Website fünf der neun AEZ-Märkte eine Food Share Box an.